# Слэтьоара
Слэтиоара (рум. Slătioara) — село в жудеце Сучава, в Румынии.
Расположено в 327 км от Бухареста, 31 км от Сучавы и в 113 км от города Яссы.
По данным переписи 2002 года, в селе проживало 795 человек из которых 794 человека румын (99,9 %).
В селе расположены две обители — монастырь Румынской православной церкви и Слэтьоарский монастырь, являющийся духовным и административным центром Православной старостильной церкви Румынии.